# Entomacis subaptera
Entomacis subaptera är en stekelart som beskrevs av John W. Early 1980. Entomacis subaptera ingår i släktet Entomacis och familjen hyllhornsteklar. Inga underarter finns listade i Catalogue of Life.